# Simocephalus serratulus
Simocephalus serratulus är en kräftdjursart som först beskrevs av Koch 1841.  Simocephalus serratulus ingår i släktet Simocephalus, och familjen Daphniidae. Arten är reproducerande i Sverige.